# (9491) Thooft
(9491) Thooft ist ein Asteroid des Hauptgürtels. Er wurde am 25. März 1971 von den niederländischen Astronomen Cornelis Johannes van Houten, Ingrid van Houten-Groeneveld und Tom Gehrels am Palomar-Observatorium (Sternwarten-Code 675) in Kalifornien entdeckt.
Der Asteroid ist nach dem niederländischen Physiker Gerardus ’t Hooft (* 1946) benannt, der gemeinsam mit seinem Kollegen Martinus J. G. Veltman im Jahr 1999 mit dem Nobelpreis für Physik ausgezeichnet wurde.
Im Jahr 2000 hat 't Hooft eine humorvolle Verfassung „seines“ Asteroiden geschrieben. Darin wird u. a. allen Besuchern des Asteroiden die Nutzung eines Apostrophs untersagt. Das wird von ihm damit begründet, dass die Internationale Astronomische Union bei der Benennung des Asteroiden ebenfalls den Apostroph im Namen des Physikers weggelassen hat.